# Лобковиц, Франтишек Вацлав
Франтишек Вацлав Лобковиц (чеш. František Václav Lobkowicz; 5 января 1948, Пльзень, Чехословакия — 17 февраля 2022, Острава, Чехия) — чешский римско-католический епископ Остравско-Опавской епархии (1996—2022).

## Биография
Представитель одного из знатнейших дворянских родов Богемии (Чехии) — Лобковицы, известного с XIV века.
В 1966 году поступил на философский факультет Карлова университета в Праге. Через год перешел на учебу в духовную семинарии в Литомержице. В 1968 г. вступил в монашеский орден премонстрантов. В 1968—1969 — изучал теологию в Инсбруке. 15 августа 1972 г. рукоположен в священники.
В 1972—1974 годах служил в армии ЧССР. С 1975 служил в архиепархии Оломоуца. С 1984 — пастор в Марианске Горы.
17 марта 1990 был назначен титулярным епископом Catabum Castra и вспомогательным епископом Праги.
Освящен в епископы 7 апреля 1990 г.
В 1992—2001 гг. — апостольский магистр Ордена рыцарей креста с красной звездой, с 2000 года — приор Военного и Госпитальерского Ордена Святого Лазаря Иерусалимского Чехии.
30 мая 1996 года был назначен епископом епархии Острава-Опава.
Скончался 17 февраля 2022 года после продолжительной болезни